# Пурдівка
Пу́рдівка — село в Україні, у Сєвєродонецькій міській громаді Сєвєродонецького району Луганської області. Населення становить 83 особи.

## Населення
За даними перепису 2001 року населення села становило 83 особи, з них 85,54 % зазначили рідною українську мову, а 14,46 % — російську.

## Історія
Перша згадка відома з 1760 року, коли в відомості слободи Смольянинової вказаний хутір на річці Єрку при млині. В той час там оселилось вісім українських родин: Мелешко, Каун, Пашицький, Медведь, Винник, Дукачьов, Фесько, Лисенко. В метричних книгах Миколаївської церкви слободи Борівської також зустрічались назви хутір Єрик, та хутір Суханова. Власне вперше назва Пурдівка (хутір Пурдин) фіксується в метричній книзі Миколаївської церкви слободи Боровеньки за 1797 рік. 
Назва хутора пов'язана з місцевою родиною Лисенко, яка тут оселилась в січні 1760 року. Своїм другим прізвищем вони мали Пурда/Пурденко. В другій половині 19 ст. ця родина також стала використовувати форму прізвища Лисаков. Населення хутора стрімко збільшувалось, досягши максимальної кількості в 1830-х рр. Натомість, в 1840-1850-х рр місцева поміщиця Ганна Гаврилівна Суханова, вочевидь через невелику земельну ділянку, перевела більшість населення хутора на північ Старобільського повіту в хутір Аннівку. В цей час були переселені родини Височин, Корочанський, Лисенко/Лисаков, Носаченко, Птушка та інші. Ця подія призупинила розвиток хутора. Надалі значних змін у кількості населення вже не було. Опосередковано це можна побачити в договорі релігійної громади Різдво-Богородицької церкви села Смолянинового зі Старобільським виконкомом за 1925 рік, де серед вірян хутора Пурдівки є всього три прізвища: Височин, Лисаков і Птушка.
| рік      | 1760     | 1799 | 1835 | 1850 | 1858 | 1925   |
| -------- | -------- | ---- | ---- | ---- | ---- | ------ |
| двори    | 8*       | 6    | 43   | 9    | 6    | 15***  |
| чоловіки | 21(22)** | 33   | 143  | 65   | 43   | н/д    |
| жінки    | н/д      | 19   | 136  | 67   | 30   | н/д    |
| Усього   | н/д      | 52   | 279  | 132  | 73   | 61**** |

8* - кількість дворів не вказано, натомість населення розділено на сім’ї.
21(22)** - в документі записано 21 чоловіка, натомість точно відомо, що в одній з родин один чоловік пропущений.
15*** - записані тільки сім’ї членів релігійної громади.
61**** - вказані тільки особи, що досягли 18-річного віку.

## Люди
В селі народилися:
- Ярошик Ганна Іллівна (нар. 1905) — українська скульпторка.
- Лисаков Іван Тимофійович (нар. 1917) — український радянський діяч, депутат Верховної Ради УРСР 6-7 скликань.